# Miltiades de Oudere
Miltiades de Oudere (Oudgrieks: Μιλτιάδης ὁ Πρεσβύτερος; overleden ca. 524 v.Chr.) was een lid van een rijke Atheense adellijke familie, de Philaidas. Hij wordt gezegd zich te hebben verzet tegen de tiran Peisistratos, wat zou kunnen verklaren waarom hij Athene rond 550 v.Chr. verliet om een kolonie te stichten in de Thracische Chersonesos (nu het schiereiland Gallipoli). De kolonie was semi-onafhankelijk van Athene en werd door Miltiades geregeerd tot zijn dood rond 524 v.Chr. Hij stierf kinderloos, waardoor hij zijn landerijen aan Stesagoras, de zoon van zijn halfbroer Cimon de Oude, naliet. Voor zijn dood fortificeerde hij het schiereiland, door een muur te bouwen om het te verdedigen tegen de invallen van vijandige inheemse volkeren. Zijn stiefneef, Miltiades de Jongere, werd later tyrannos van de Thracische Chersonesos. Vernoemd naar zijn oom, is de jongere Miltiades het best bekend voor zijn overwinning op de Perzen, bij Marathon. De Philaidische dynastie werd door zijn zoon, Cimon de Jongere, voortgezet. De naam "Miltiades" is afgeleid van het woord miltos, een rode okerklei die als verf werd gebruikt. Het was een naam gegeven aan rosharige baby's.

## Antieke bron
- Ploutarchos, Miltiades (Ploutarchos maakt in zijn biografie geen onderscheid tussen Miltiades de Oudere en de Jongere).

## Referentie
- art. Miltiades the Elder, in OCD² (1970).